# Christiaan Vandenbroeke

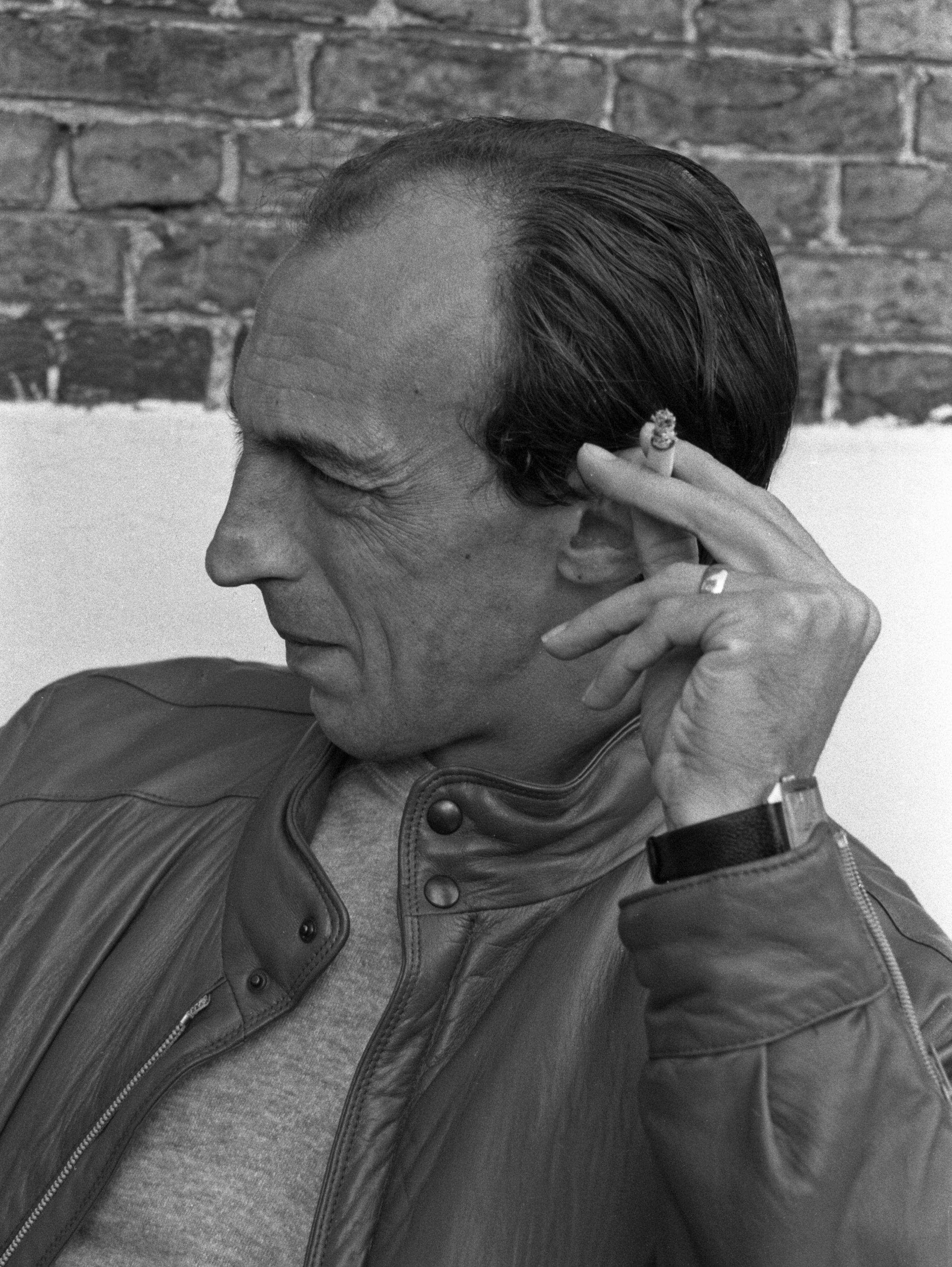
Christiaan Vandenbroeke

Christiaan Vandenbroeke (Waregem, 6 juli 1944 – Waregem, 16 oktober 2007) was een Belgisch historicus, hoogleraar en Vlaamsgezind politicus.

## Levensloop
Chris Vandenbroeke werd geboren in het bescheiden gezin van twee textielarbeiders, wat niet zonder invloed zou zijn op zijn loopbaan en interesses. Na de Grieks-Latijnse humaniora in het Heilig-Hartcollege in Waregem studeerde Chris Vandenbroeke geschiedenis in Gent. Hij promoveerde in 1966 tot licentiaat met een thesis gewijd aan 'De graanpolitiek onder het Oostenrijks Bewind'. In 1970 promoveerde hij na vier jaar onderzoek als aspirant van het Nationaal Fonds voor Wetenschappelijk Onderzoek tot doctor in de Wijsbegeerte en Letteren met een proefschrift over 'Landbouw en levensmiddelenpolitiek in de Oostenrijkse Nederlanden'.
In 1971 werd hij aan de Gentse universiteit belast met een onderzoeks- en onderwijsopdracht in de economische geschiedenis van de Nieuwe Tijd. Hij werd toen opeenvolgend assistent, werkleider, van 1989 tot 2000 docent historische demografie en van 2000 tot 2002 gewoon hoogleraar geschiedenis. Van 1990 tot 1992 was hij tevens directeur van het seminarie voor economische geschiedenis en geschiedenis der letterkundigen.
Zijn aandacht ging, binnen de economische geschiedenis, in de eerste plaats naar landbouw en landbouwpolitiek. Aansluitend onderzocht hij de ontwikkeling van prijzen en lonen, de koopkracht, de pre-industriële ontwikkeling enz.
In 1971 ging hij studeren aan het 'Institut National d'Etudes Démographiques' in Parijs teneinde beter gewapend te zijn voor zijn onderzoekingen over het dagelijkse leven en de sociale geschiedenis. Hij werd aldus de pionier van de historische demografie in Vlaanderen. Hij begon, samen met zijn studenten, aan de systematische bestudering van nataliteit, nuptialiteit, fecunditeit, mortaliteit, gezinsvorming, huishoudens, evolutie van de bevolkingsomvang enz.
Zijn politieke bezigheden deden hem zijn wetenschappelijke activiteiten enigszins terugschroeven. Zo werd hij in 2002 buitengewoon hoogleraar. Een slepende ziekte, waar hij aan bezweek, verplichtte hem in 2004 tot een voortijdig emeritaat.
Hij werd in 1981 bestuurslid van het Genootschap voor Geschiedenis te Brugge en publiceerde opgemerkte bijdragen in de 'Handelingen' van het Genootschap.

## Politieke activiteiten
In zijn studententijd werd Vandenbroeke lid van de Vlaams-Nationale Studentenunie. In de jaren 1980 werd hij politiek actief voor de Volksunie. In 1984 werd hij bestuurslid van de VU-afdeling van Waregem, in 1985 lid van het arrondissementeel bestuur in Kortrijk, in 1986 lid van het nationaal partijbestuur en van 1987 tot 1991 was hij voorzitter van de VU-afdeling van West-Vlaanderen. Van 1987 tot 2001 was hij voorzitter van het Vormingscentrum Lodewijk Dosfel en van 1989 tot 1992 was hij ondervoorzitter en van 1992 tot 1995 algemeen secretaris van de Volksunie. Na het uiteenvallen van de Volksunie in 2001 sloot Vandenbroeke zich aan bij de N-VA.
Bij de eerste rechtstreekse verkiezingen voor het Vlaams Parlement van 21 mei 1995 werd hij verkozen in de kieskring Kortrijk-Roeselare-Tielt. Ook na de volgende Vlaamse verkiezingen van 13 juni 1999 bleef hij Vlaams volksvertegenwoordiger tot juni 2004. Vandenbroeke zetelde van 1995 tot 1999 in de commissie Financiën en Begroting en was van 1999 tot 2002 ondervoorzitter van de commissie Algemeen Beleid, Financiën en Begroting. In het Vlaams Parlement gold hij in de eerste plaats als een begrotings- en onderwijsspecialist, maar kwam hij ook tussenbeide over materies als culturele aangelegenheden, werkgelegenheid en sociale aangelegenheden. In 1996 wist hij te bereiken dat '‘kennis hebben van de geschiedenis en cultuur van Vlaanderen’ als minimumdoel werd opgenomen in de eindtermen voor de eerste graad van het secundair onderwijs. Toen Vandenbroeke bij de Vlaamse verkiezingen van juni 2004 geen verkiesbare plaats kreeg op de kartellijst van CD&V en N-VA, hield hij de politiek voor bekeken.
Tussen juni 1995 en mei 2003 werd hij door het Vlaams Parlement aangewezen als gemeenschapssenator in de Senaat.
Van 2001 tot 2004 was hij ook gemeenteraadslid van Waregem.

## Publicaties
- "Evolutie van het wijnverbruik te Gent (14e-19e eeuw).", in: Album Charles Verlinden, Gent, 1975.
- Agriculture et alimentation, Gent-Leuven, 1979, 694 p.
- Sociale geschiedenis van het Vlaamse volk, 1982.
- Vrijen en trouwen van de Middeleeuwen tot heden, 1986.
- Wie zal dit betalen ? De financiering van het onderwijs in Vlaanderen, Brussel, 1992.
- "De leeftijdsopbouw van de plattelandsbevolking in Vlaanderen tijdens het Ancien Régime ." In: Handelingen van het genootschap voor geschiedenis, 1993.
- Hoe rijk was arm Vlaanderen? Vlaanderen in de 18de eeuw: een vergelijkend overzicht, Vlaamse Historische Studies, Brugge, 1995.
- "Macro-history in Flanders. A reconstruction of the gross Regional Product around 1560.", In: Journal of European Economic History, 1998.
- "De demografische revolutie als causale verklaringsvariabele achter de maatschappelijke mutaties." In: Handelingen van het genootschap voor geschiedenis, 2001.
- T. Lambrecht en I. Devos (eds), Bevolking, voeding en levensstandaard in het verleden. Verzamelde studies van prof. dr. Chris Vandenbroeke, Academia Press, Gent, 2004, ISBN 9789038206363.